# Felicidade É...
Felicidade é... é um filme de longa metragem brasileiro de 1995 composto por 4 filmes de curta-metragem, que não têm ligação entre si e dirigidos por 4 diretores diferentes. O primeiro dos curtas-metragens, intitulado "Felicidade é... Sonho", é dirigido por José Pedro Goulart, o segundo, intitulado "Felicidade é... Bolo", é dirigido por José Roberto Torero, o terceiro, intitulado "Felicidade é... Cruz", dirigido por Cecílio Neto, e o último, "Felicidade é... Estrada" é dirigido por Jorge Furtado.

## Sinopse
- SONHO: Um escritor em crise recebe inesperada ajuda de sua mulher, mas só quando ela dorme.
- BOLO: Um casal se xinga e se ofende enquanto ela prepara o bolo para comemorar suas Bodas de Ouro.
- CRUZ: Um homem bem casado, respeitável e com um neto se reencontra com uma ex-namorada de 50 anos atrás.
- ESTRADA: Dois casais em busca de um tranqüilo fim de semana na serra cruzam com um caminhoneiro mal-humorado e sem freio.[5]

## Créditos

### Elenco Principal
Sonho
- Cassiano Ricardo -
- Denise Fraga -

Bolo
- Jofre Soares -
- Vanda Lacerda -

Cruz
- Paulo Autran -
- Assunta Perez -

Estrada
- Pedro Cardoso - Luis
- Débora Bloch - Maria
- Lila Vieira - Sandra
- Fabiano Post - Eduardo
- Zé Adão Barbosa - Mutuca
- Zé Victor Castiel - Gaúcho

### Equipe Técnica
|                       | Sonho                                       | Bolo                | Cruz            | Estrada                       |
| --------------------- | ------------------------------------------- | ------------------- | --------------- | ----------------------------- |
| Produção              | Zeppelin Filme e Vídeo                      | Super Filmes        | CN Cine         | Casa de Cinema PoA            |
| Direção               | José Pedro Goulart                          | José Roberto Torero | Cecílio Neto    | Jorge Furtado                 |
| Produção Executiva    | Annette Bittencourt e Everson Colossi Nunes | Zita Carvalhosa     | Cecílio Neto    | Nora Goulart e Luciana Tomasi |
| Roteiro               | José Pedro Goulart                          | José Roberto Torero | Cecílio Neto    | Jorge Furtado                 |
| Direção de Fotografia | Joel Lopes                                  | Kátia Coelho        | Joel Lopes      | Alex Sernambi                 |
| Direção de Arte       | Fiapo Barth e Fernando Leonetti             | Billy Castilho      |                 | Fiapo Barth                   |
| Música                | Leo Henkin                                  |                     |                 | Leo Henkin                    |
| Montagem              | Luis Alberto Kley                           | Paulo Sacramento    | Cristina Amaral | Giba Assis Brasil             |

## Prêmios e Indicações
| Ano  | Festival (Prêmio)                             | Categoria                   | Indicação                           | Resultado | Ref.        |
| ---- | --------------------------------------------- | --------------------------- | ----------------------------------- | --------- | ----------- |
| 1995 | 23º Festival de Gramado                       | Melhor Filme Latino         | Longa metragem "Felicidade é..."    | Indicado  | [ 6 ] [ 7 ] |
| 1995 | 23º Festival de Gramado                       | Melhor Filme (Júri Popular) | Longa metragem "Felicidade é..."    | Venceu    | [ 5 ] [ 7 ] |
| 1995 | 23º Festival de Gramado                       | Melhor Longa Brasileiro     | Longa metragem "Felicidade é..."    | Venceu    | [ 7 ]       |
| 1995 | 3º Festival de Cinema e Vídeo de Cuiabá       | Melhor Filme (Júri Popular) | Longa metragem "Felicidade é..."    | Venceu    | [ 5 ]       |
| 1995 | 28º Festival do Cinema Brasileiro de Brasília | Melhor Filme (Júri Popular) | Longa metragem "Felicidade é..."    | Venceu    | [ 5 ]       |
| 1995 | 28º Festival do Cinema Brasileiro de Brasília | Melhor Atriz                | Denise Fraga (curta-metragem SONHO) | Venceu    | [ 5 ]       |